# Fattighjon

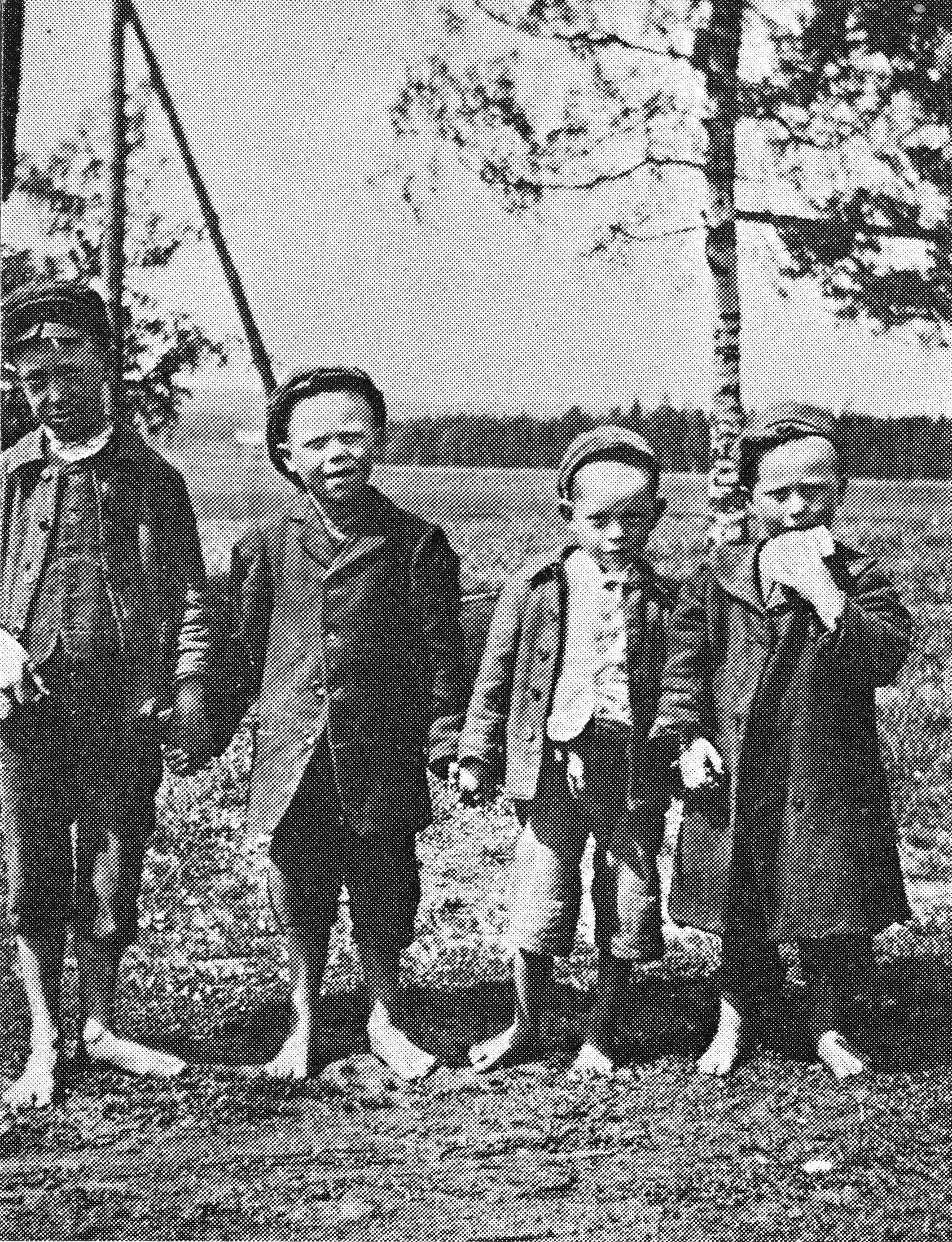
Barn ur fattighjonen i Grythyttans socken i Västmanland år 1913.

Fattighjon var tidigare en benämning på personer som erhöll  fattigunderstöd. Termen är sedan länge utrensad från lagspråket.
Till fattighjonen räknades först och främst de som var arbetsoförmögna ("oföra"), så som fysiskt eller psykiskt funktionshindrade, obotligt sjuka, gamla samt barn utan anhöriga som kunde ta hand om dem. Dit räknades också de utfattiga ("obemedlade"). 
Under medeltiden var de människor som inte kunde försörja sig själva hänvisade till kost och logi hos socknens bönder, i tur och ordning några dagar i varje gård, så kallad rotegång. Sådan fattigvård för rotehjon förbjöds i Sverige år 1918 efter att först ha förbjudits för barn år 1847, men hade från reformationen på 1500-talet successivt börjat ersättas av fattigstugor samt inhysning av fattighjon, ett år i taget, på socknens fattigkassas bekostnad.